# Маячный (Оренбургская область)
Маячный — посёлок в Кувандыкском городском округе Оренбургской области.

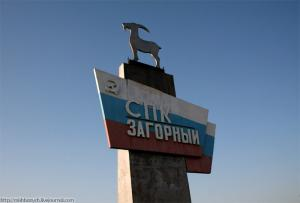
совхоз Загорный

## География

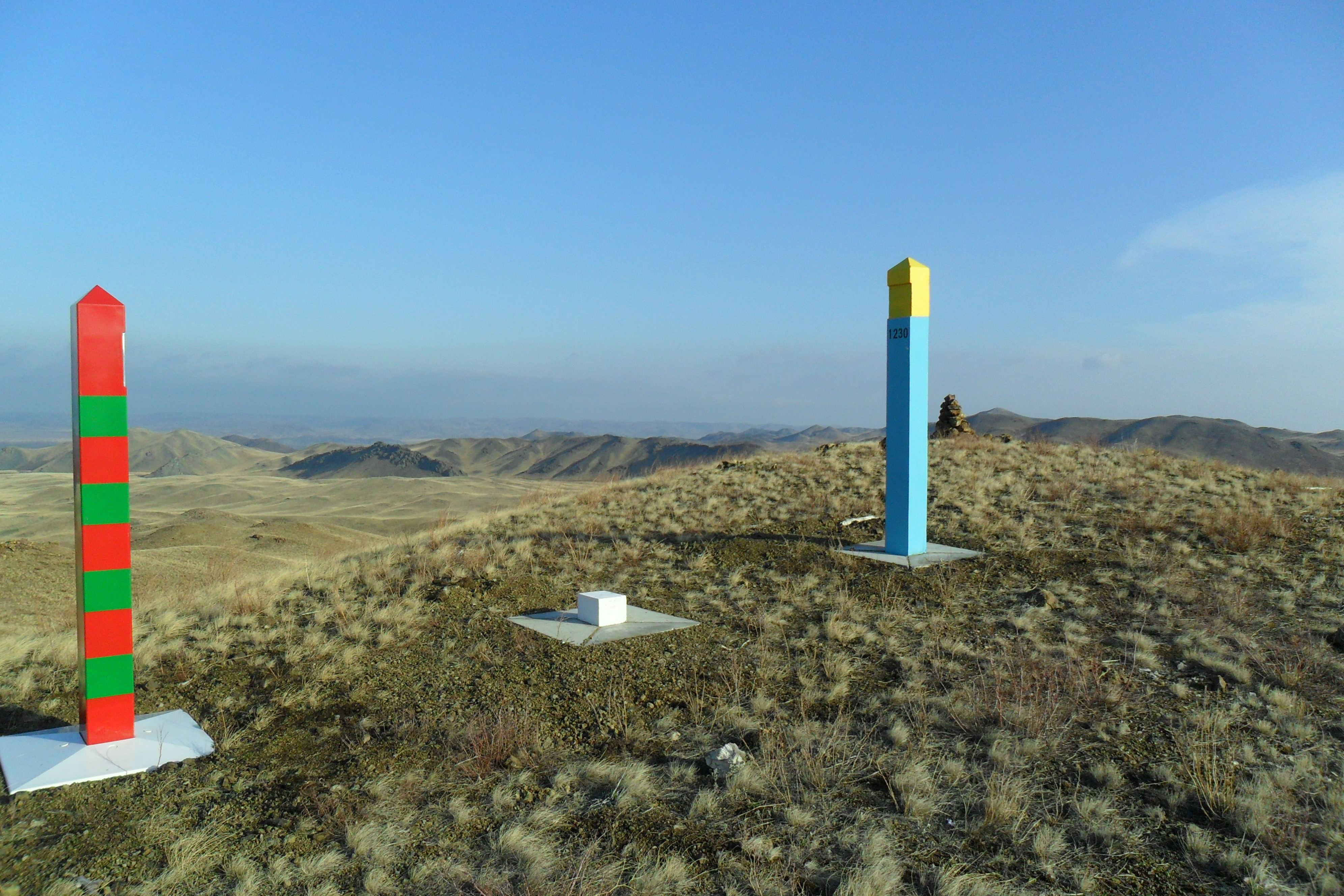
Пограничный знак

Расположен на левом берегу реки Алимбет (приток Урала), на высоте 305 метров над уровнем моря. Расстояние до районного центра г. Кувандык составляет 58 километров. В 15 км от поселка проходит трасса Оренбург—Орск. Рядом находятся следующие населенные пункты: на севере п. 4 ферма, на востоке п. Айтуар, на юге п. Ольховка, на западе п. Урал (Кувандыкский)

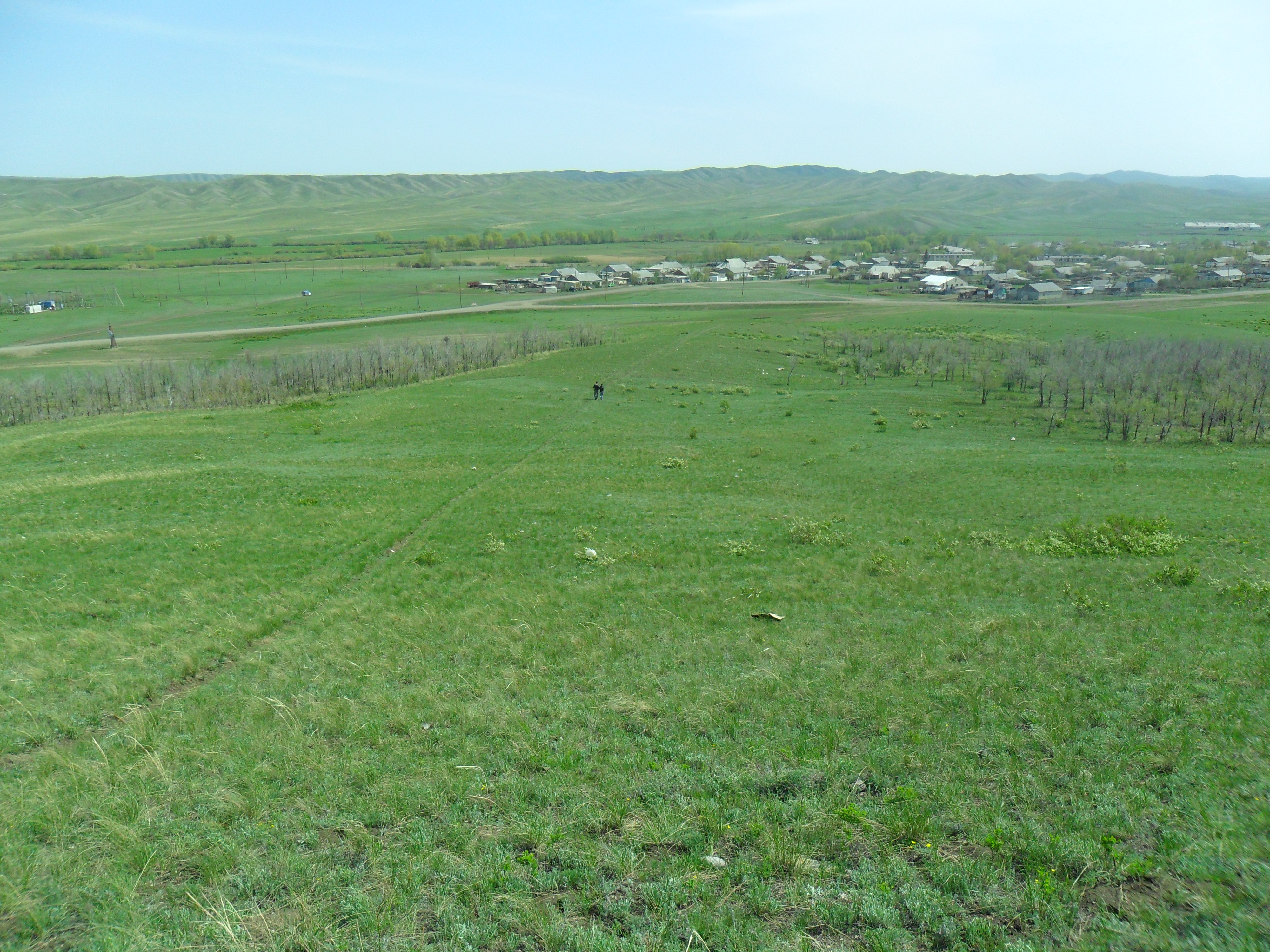

## Климат
- Среднегодовая температура — +5 C°
- Среднегодовая скорость ветра — 5,5 м/с

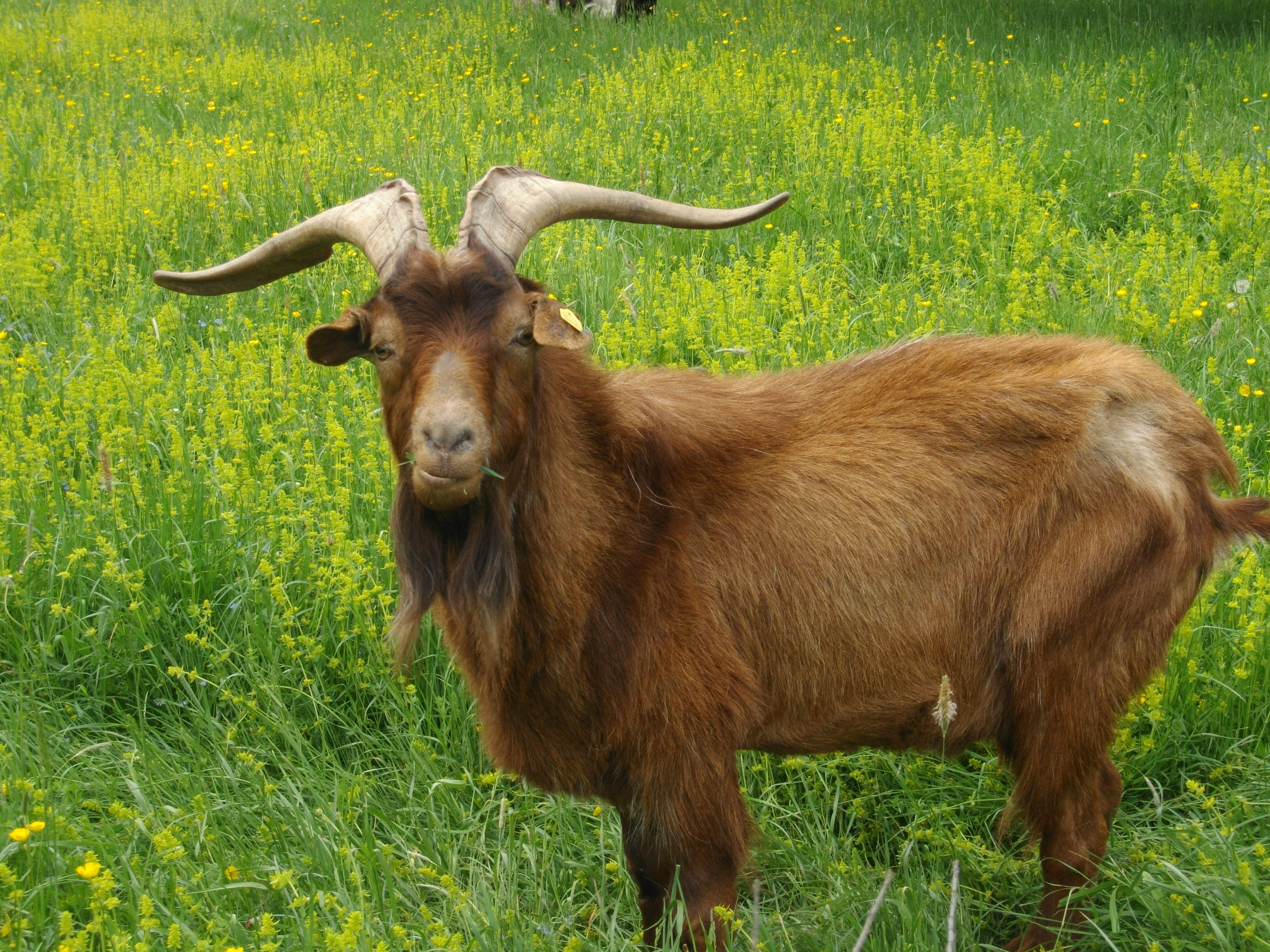

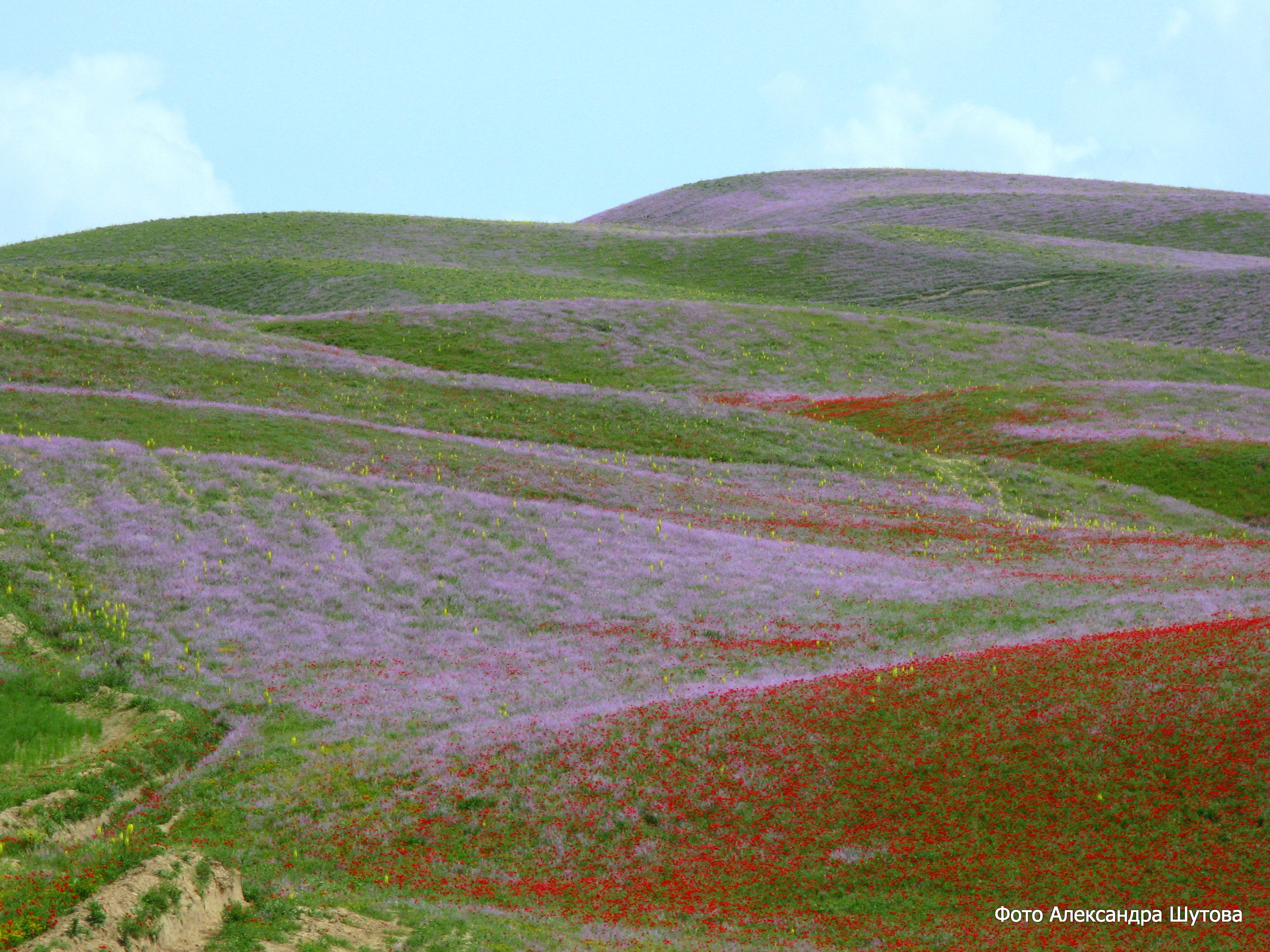

- Среднегодовая влажность воздуха — 68 %

Климат умеренный сухой, Зимы суровые и многоснежные, лето жаркое и сухое.

## Этимология
В советскую эпоху поселок Маячный был совхозом Загорный. Назван в связи с тем, что населенный пункт с 3-х сторон окружают холмы.

## История
В 1966 г. Указом Президиума ВС РСФСР поселок фермы № 5 совхоза «Кувандыкский» переименован в Маячный.

## Население
| 2010 |
| ---- |
| 538  |

## Деятельность
С начала основания населенного пункта было развито животноводство, в основном мелкого рогатого скота в мясном и пуховом направлении. Численность МРС в советское время достигала порядка 35000 голов. Кроме этого, обширные посевные земли позволяли собирать неплохой урожай зерновых, подсолнуха. В селе функционировала пилорама и центральная ремонтная мастерская. В населенном пункте имеется средняя школа 9 классов.  
Рынок труда : СПК "Загорный " ПОГЗастава « Маячная», участок ЖКХ, Маячная средняя общеобразовательная школа, Айтуарская начальная школа, Маячный ФАП, Айтуарский ФАП, 3 частных предприятий торговли, но вакансий практически нет.

## Достопримечательности
В 10 километрах от п. Маячный находится она из территориальных частей «Оренбургского» заповедника «Айтуарская степь»

## Состав
Улицы поселок Маячный:
- Зелёный пер
- Мира пр-кт
- Мирный пер
- ул. Молодёжная
- ул. Набережная
- ул. Новая

- ул. Октябрьская
- ул. Парковая
- Первомайский пер
- ул. Первоцелинная
- ул. Советская
- ул. Степная